# Hualien
Hualien (chinesisch 花蓮市, Pinyin Huālián Shì, W.-G. Hua-lien shih, Zhuyin ㄏㄨㄚ ㄌㄧㄢˊ ㄕˋ, Pe̍h-ōe-jī Hoa-liân-chhī) ist die Hauptstadt des Landkreises Hualien, Republik China auf Taiwan. Sie liegt an der Küste des Pazifischen Ozeans. Die Stadt hat etwa 98.500 Einwohner (September 2024).

## Name und Geschichte
Die Region war ursprünglich vom indigen-taiwanischen Volk der Sakizaya besiedelt. Erst ab der zweiten Hälfte des 19. Jahrhunderts kam es zur dauerhaften Ansiedlung von Han-Chinesen. Gemäß der lokalen Chronik zur Geschichte des Kreises Huālián xiànzhì (花蓮縣志) hieß der Ort ursprünglich Kilai (奇萊,  Qīlái,  Chi-lai, Pe̍h-ōe-jī Kî-lâi). Als die Insel Taiwan 1895 unter japanische Herrschaft kam, änderten die Japaner den Ortsnamen in Karenkō (jap. 花蓮港 ‚Karen-Hafen‘), da der Name Kilai homophon zum Japanischen kirai (jap. 嫌い ‚Abscheu; Hass; Ekel‘) ist. Nachdem Taiwan nach dem Ende des Zweiten Weltkriegs an die Republik China fiel, behielt diese die Schriftzeichen bis auf das dritte Zeichen mit der Bedeutung für „Hafen“ bzw. „Hafenstadt“ (jap. 港 kō, minato) bei, die aber nun auf Chinesisch als Hualien ausgesprochen wurden.
In der Vergangenheit waren Hualien und seine Umgebung wiederholt von Erdbeben betroffen. Die schwerwiegendsten Ereignisse in neuerer Zeit waren die Beben zwischen Oktober und Dezember 1951, das Beben vom 6. Februar 2018 und das Beben vom 3. April 2024.

## Lage

Lage von Hualien im gleichnamigen Landkreis

Hualien liegt entlanggestreckt an der Pazifikküste. Die dem Stadtgebiet angrenzenden Gemeinden sind Xincheng im Norden, Xiulin im Westen und Ji’an im Südwesten und Süden. Hualien liegt in einer relativ schmalen Küstenebene. Im Stadtgebiet mündet der kleine Fluss Meilun (美崙溪 ‚Meilun-Bach‘) in den Pazifik. Im Hinterland erstrecken sich die Ausläufer des Taiwanischen Zentralgebirges.

## Einwohner
Mit etwa 98.500 Einwohnern War Hualien im September 2024 die einzige Großstadt und die Hauptstadt des gleichnamigen Landkreises. Etwa ein Drittel der Einwohner des Landkreises Hualien lebt hier. Die Einwohnerzahl ist seit einigen Jahren langsam rückläufig. Im Jahr 2015 gehörten nach offizieller Statistik 12.125 Personen (etwa 11 %) der Stadtbevölkerung den indigenen Völkern Taiwans an. Nach dem Zensus von 2010 wurden in Hualien folgende Sprachen zu Hause gesprochen (Personen über 6 Jahre): Hochchinesisch 92,5 %, Taiwanisch 74,6 %, Hakka 6,8 %, Formosa-Sprachen 5,4 %, andere Sprachen 1,4 %. Ein Großteil der Bewohner sprach mehr als eine Sprache.

## Verkehr und Infrastruktur
Hualien ist an das Eisenbahnnetz angebunden, der dortige Bahnhof bildet die Grenze zwischen der sogenannten Nordverbindungslinie Richtung Norden nach Su’ao im Landkreis Yilan und der Taitung-Linie Richtung Süden nach Taitung. Die Bahnfahrt nach Taipeh dauert etwa 3 Stunden und die nach Kaohsiung etwa 5 ½ Stunden. Über die Provinz-Schnellstraßen 8 (nach Taichung), 9 (nach Su’ao) und 11 (nach Taitung) ist Hualien an das überregionale Straßennetz Taiwans angebunden. Der Flughafen Hualien liegt nicht in der Stadt, sondern direkt angrenzend in der nördlichen Nachbargemeinde Xincheng. Von dort aus bestehen Verbindungen nach Taipeh, Kaohsiung und Taichung sowie zu einigen wenigen ausländischen Zielen. Vom Hafen von Hualien gibt es Schiffsverbindungen zu verschiedenen internationalen Häfen.

## Klima
In Hualien herrscht ein subtropisches Monsunklima. Die Regenzeit dauert von Mai bis November und die Durchschnittstemperatur beträgt 23,5 °C.
|                        | Jan  | Feb  | Mär  | Apr  | Mai   | Jun   | Jul   | Aug  | Sep   | Okt   | Nov   | Dez  |   |         |
| Mittl. Temperatur (°C) | 18   | 18,4 | 20,2 | 22,7 | 25,1  | 27,1  | 28,5  | 28,2 | 26,8  | 24,8  | 22,2  | 19,3 | ⌀ | 23,5    |
| Mittl. Tagesmax. (°C)  | 21,1 | 21,5 | 23,4 | 26   | 28,5  | 30,4  | 32    | 32   | 30,4  | 28,2  | 25,4  | 22,5 | ⌀ | 26,8    |
| Mittl. Tagesmin. (°C)  | 15,4 | 15,9 | 17,5 | 20   | 22,4  | 24,3  | 25,4  | 25,2 | 24    | 22    | 19,5  | 16,7 | ⌀ | 20,7    |
|                        |      |      |      |      |       |       |       |      |       |       |       |      |   |         |
| Niederschlag (mm)      | 62,2 | 94,2 | 85,9 | 87   | 195,4 | 221,7 | 205,2 | 242  | 399,2 | 362,7 | 152,1 | 69,2 | Σ | 2.176,8 |
|                        |      |      |      |      |       |       |       |      |       |       |       |      |   |         |
| Sonnenstunden (h/d)    | 2,3  | 2,3  | 2,7  | 3,1  | 3,9   | 5,4   | 8     | 7,2  | 5,1   | 3,9   | 3     | 2,5  | ⌀ | 4,1     |
|                        |      |      |      |      |       |       |       |      |       |       |       |      |   |         |
| Regentage (d)          | 13,7 | 15,7 | 15,1 | 14,5 | 15,5  | 12,6  | 8,2   | 10,1 | 14,3  | 13    | 11,7  | 9,9  | Σ | 154,3   |

| 15,4 |

| 15,9 |

| 17,5 |

| 20 |

| 22,4 |

| 24,3 |

| 25,4 |

| 25,2 |

| 24 |

| 22 |

| 19,5 |

| 16,7 |

| 15,4 |

| 15,9 |

| 17,5 |

| 20 |

| 22,4 |

| 24,3 |

| 25,4 |

| 25,2 |

| 24 |

| 22 |

| 19,5 |

| 16,7 |

## Verwaltungsgliederung
Hualien ist in 46 Stadtteile – 里,  li – untergliedert. Die Namen der Stadtteile beginnen alle entweder mit der Silbe 國,  Guó – „Land“, der Silbe 民,  Mín – „Volk“ oder der Silbe 主,  Zhǔ – „Herr, Haupt...“.
- Guoan (國安)
- Guofang (國防)
- Guofeng (國風)
- Guofù (國富)
- Guofú (國福)
- Guoguang (國光)
- Guohua (國華)
- Guohun (國魂)
- Guolian (國聯)
- Guoqiang (國強)
- Guoqing (國慶)
- Guosheng (國盛)
- Guowei (國威)
- Guoxing (國興)
- Guoyu (國裕)
- Guozhi (國治)
- Minde (民德)
- Minyue (民樂)
- Minli (民立)
- Minqin (民勤)
- Minquan (民權)
- Minsheng (民生)
- Minxiang (民享)
- Minxiao (民孝)
- Minxin (民心)
- Minyi (民意)
- Minyou (民有)
- Minyue (民樂)
- Minyun (民運)
- Minzheng (民政)
- Minzhi (民治)
- Minzhu (民主)
- Minzu (民族)
- Zhuan (主安)
- Zhugong (主工)
- Zhuhe (主和)
- Zhuji (主計)
- Zhuli (主力)
- Zhumu (主睦)
- Zhunong (主農)
- Zhuqin (主勤)
- Zhuquan (主權)
- Zhushang (主商)
- Zhuxin (主信)
- Zhuxue (主學)
- Zhuyi (主義)

Quelle: Hualien City Office – 花蓮市公所

## Sehenswürdigkeiten
Da Hualien eine relativ junge Stadt ist, stammen die älteren Gebäude meist aus dem 20. Jahrhundert. Es existieren einzelne sehenswerte Häuser aus der Zeit der japanischen Herrschaft sowie Garten- und Parkanlagen.

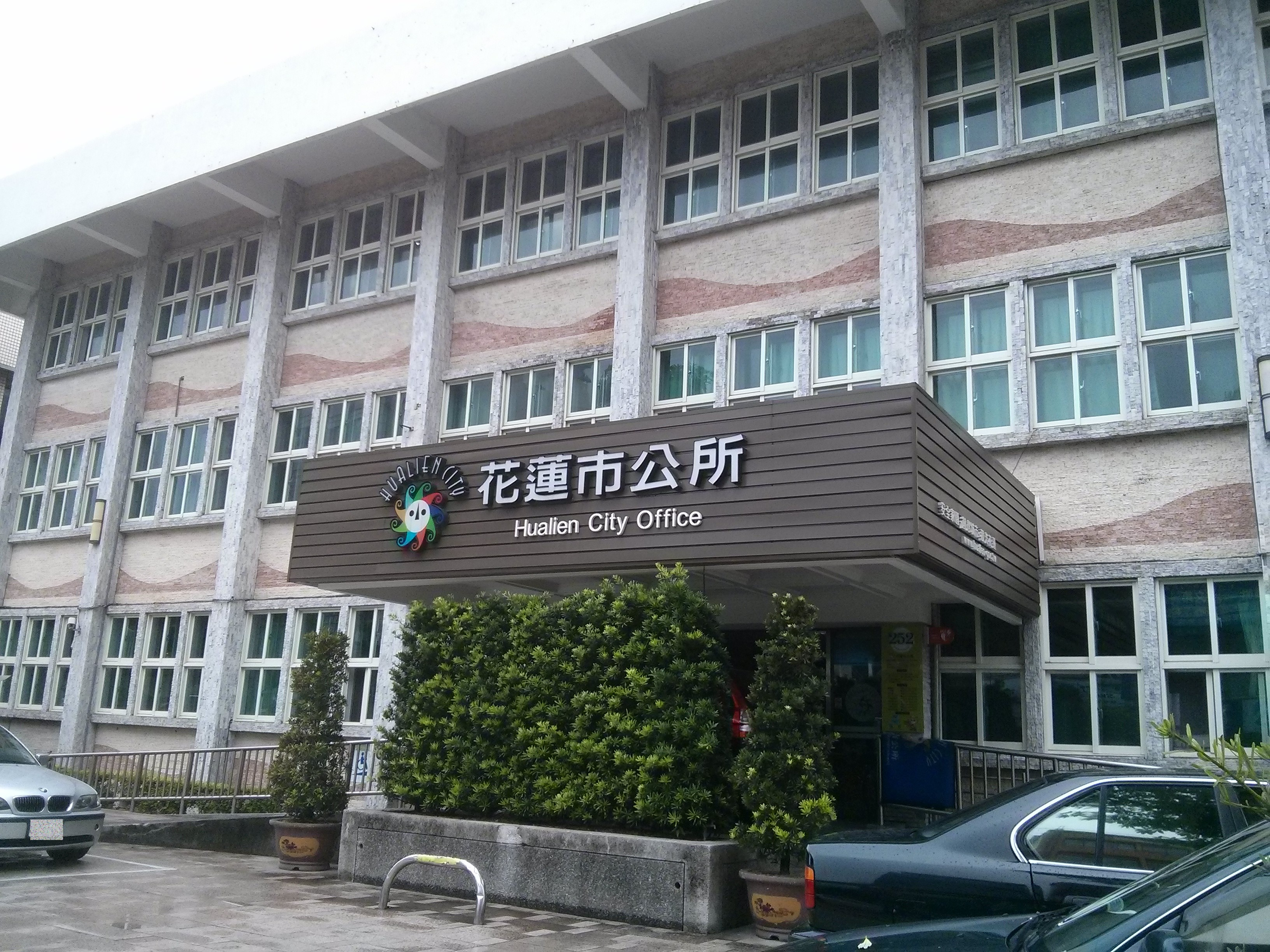
Rathaus von Hualien
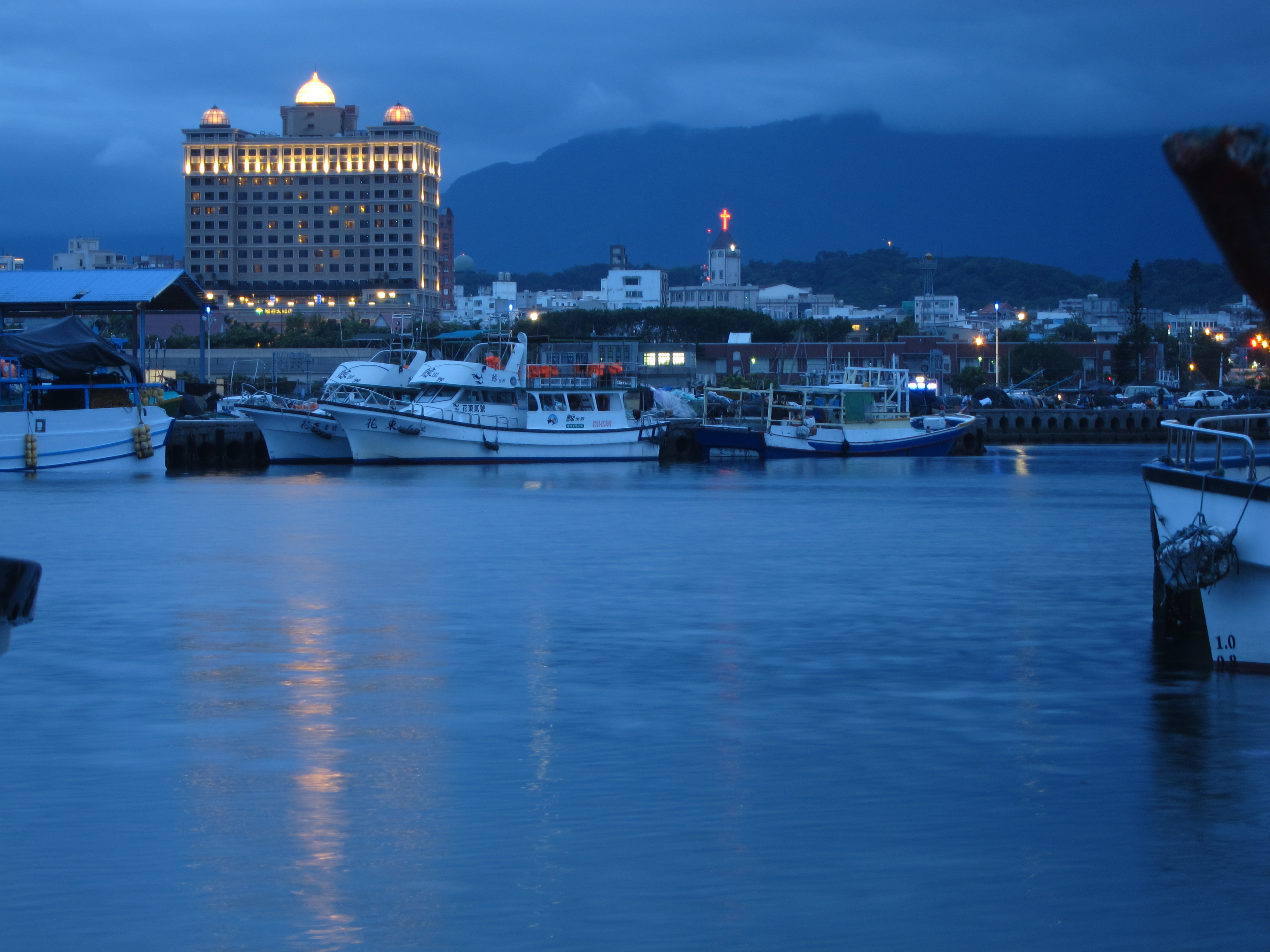
Hafen von Hualien am Abend
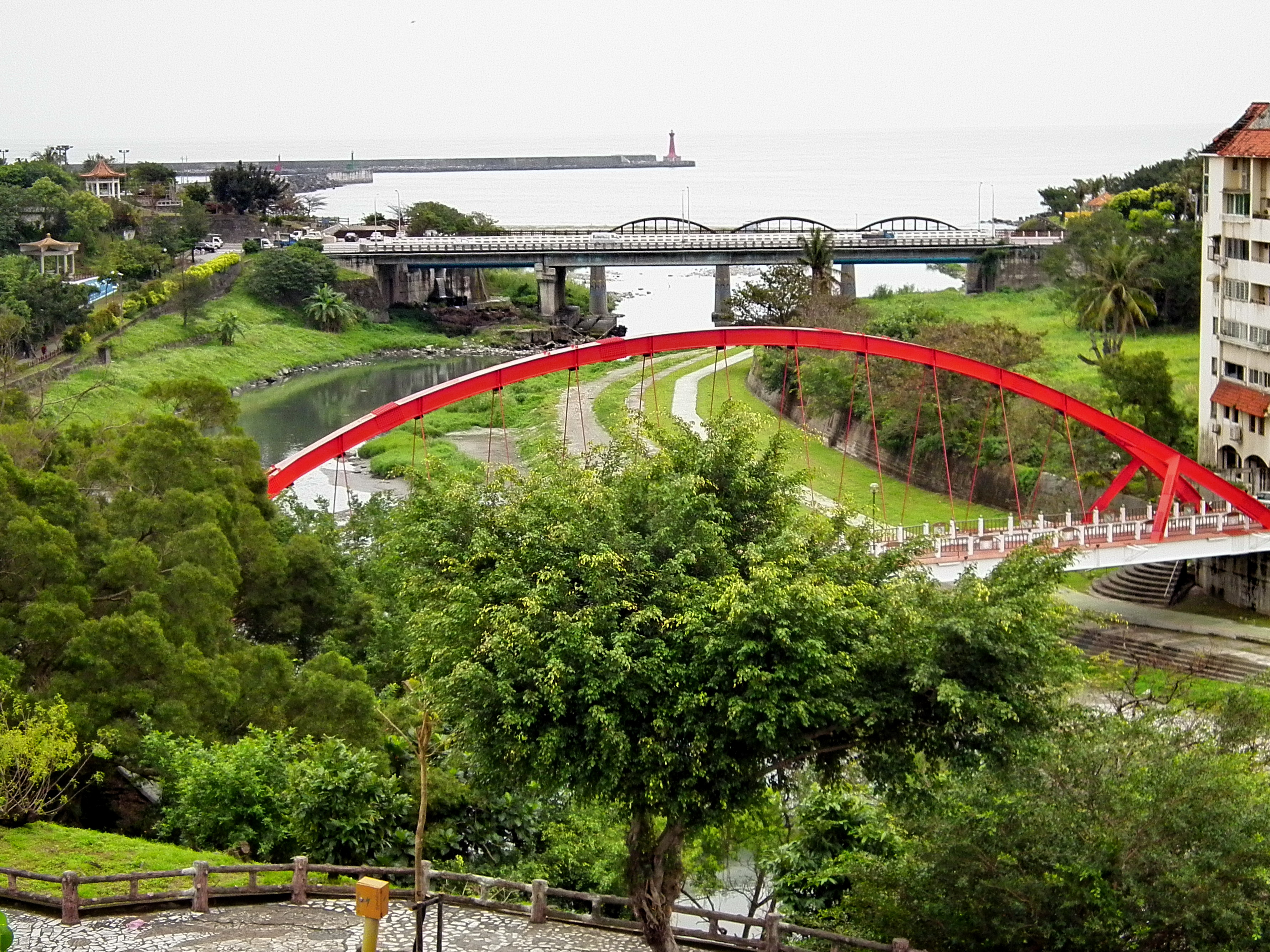
Mündung des Meilun-Flusses, im Hintergrund der Hafenkai
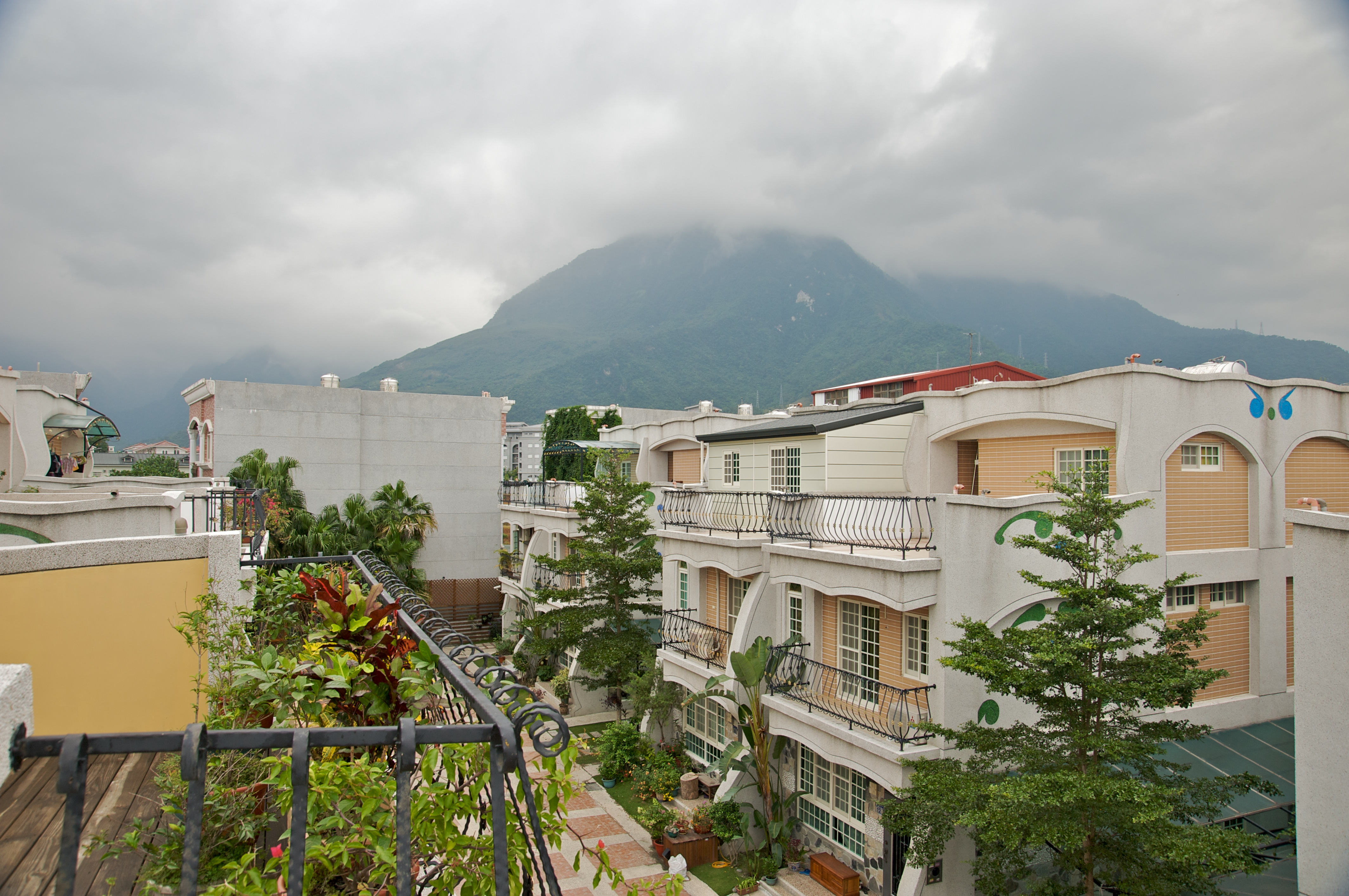
Wohnquartier in Hualien
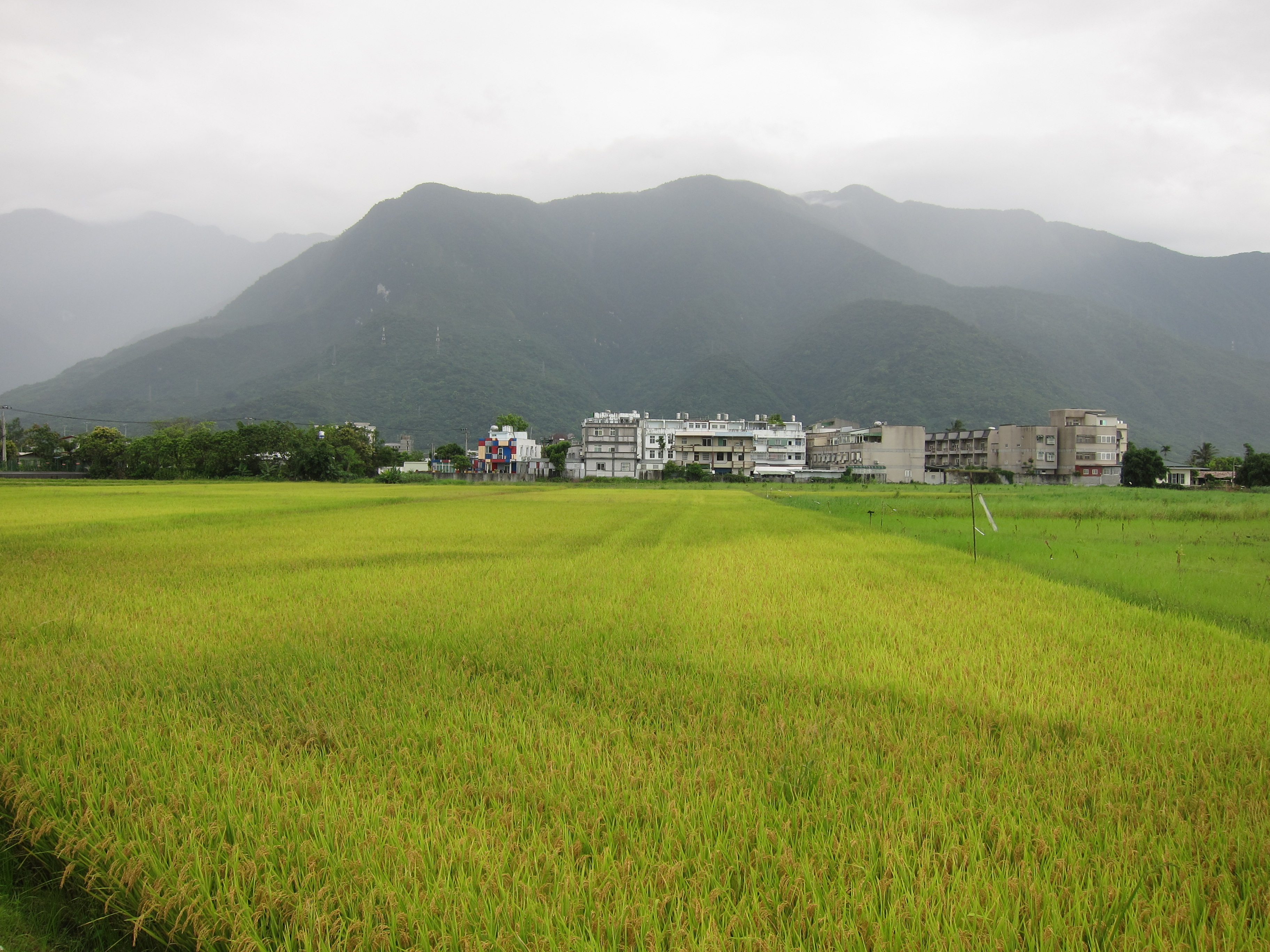
Blick landeinwärts in Guoqiang (國強) auf das Zentralgebirge

## Partnerstädte
Zu Hualins Partnerstädte gehören:
| Stadt                 | Land               | seit |
| --------------------- | ------------------ | ---- |
| Ulsan                 | Südkorea           | 1982 |
| Yonaguni              | Japan              | 1982 |
| Albuquerque           | Vereinigte Staaten | 1983 |
| Bellevue (Washington) | Vereinigte Staaten | 1984 |
| Oudtshoorn            | Südafrika          | 1985 |

## Persönlichkeiten (Auswahl)
- Chuu-Lian Terng (* 1949), Mathematikerin
- Wei Chun-heng (* 1994), Bogenschütze